# Emma Meyer-Brenner
Emma Meyer-Brenner (* 15. Mai 1847 in Basel; † 21. September 1903 ebenda) war eine vor allem als Lyrikerin bekannte Schweizer Schriftstellerin. 

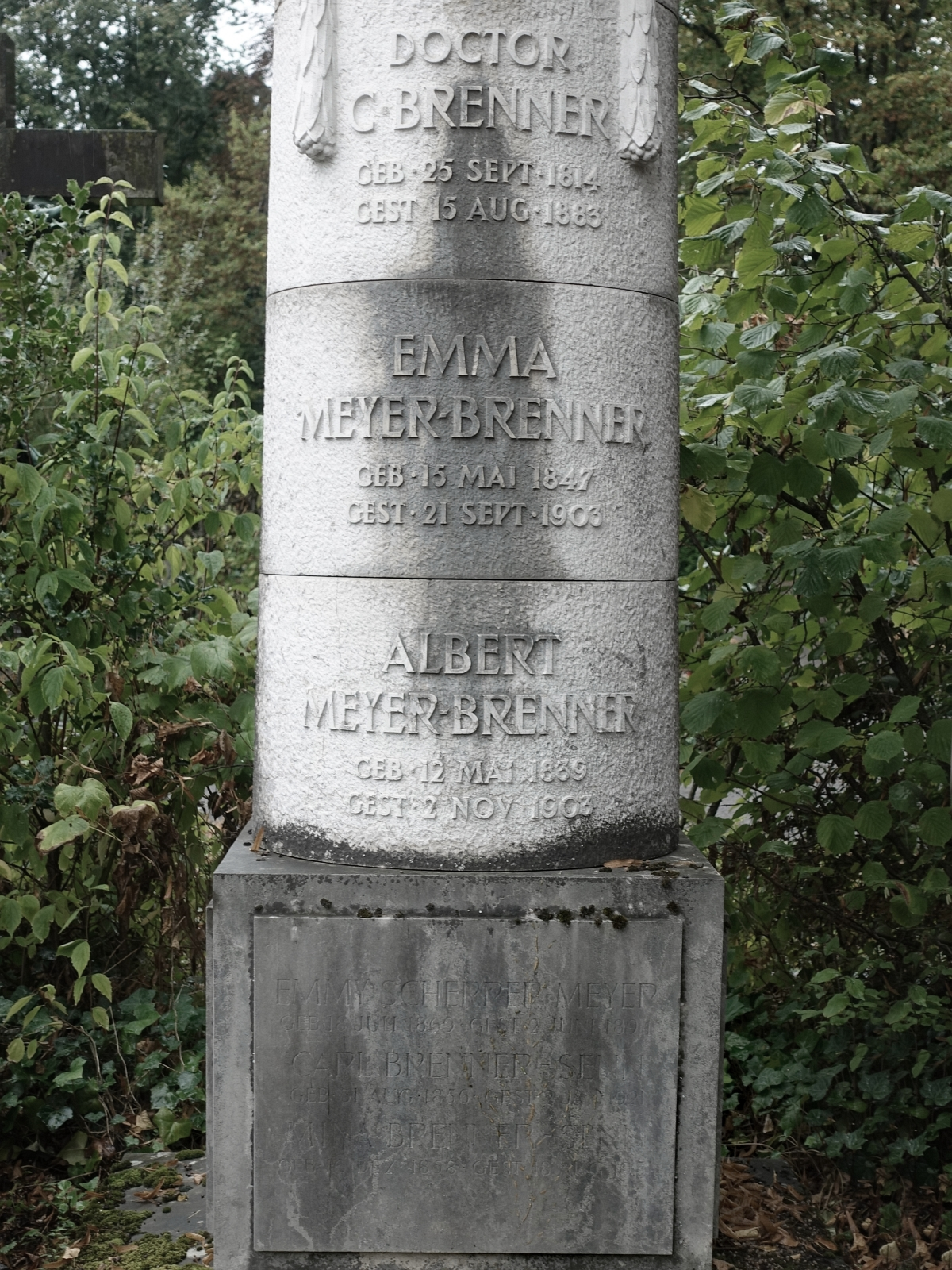
Familiengrab auf dem Wolfgottesacker.

## Leben und Werk
Emma (Emmy) Brenner war die älteste Tochter des Juristen und Politikers Karl Johann Brenner und der Schriftstellerin Emma Brenner-Kron. Ihr Onkel war der Psychiater Friedrich Brenner. Sie war mit Albert Meyer verheiratet; die beiden hatten vier Kinder.
Emma Meyer-Brenner veröffentlichte einen Gedichtband, das Trauerspiel Johann Fatio und das Libretto zu einem Oratorium von Ernst Markees. Daneben publizierte sie Gedichte in verschiedenen Zeitschriften.
Ihre letzte Ruhestätte fand sie auf dem Wolfgottesacker in Basel.